# 段连运
段连运（1946年—），男，山东莒县人，中国结构化学家、化学教育家，中国化学会会士，现任北京大学化学与分子工程学院教授。